# Saint-Robert, Lot-et-Garonne

Saint-Robert este o comună în departamentul Lot-et-Garonne din sud-vestul Franței. În 2009 avea o populație de 188 de locuitori.

## Evoluția populației
| An        | 1975 | 1982 | 1990 | 1999 | 2006 | 2009 |
| --------- | ---- | ---- | ---- | ---- | ---- | ---- |
| Populație | 117  | 147  | 147  | 175  | 166  | 188  |